# Hassan Kamel Al-Sabbah
Hassan Kamel Al-Sabbah (16. august 1895 – 31. marts 1935) var en elektronik forskningsingenør, matematiker og opfinder. Han var født i Nabatieh i Libanon og studerede på det Amerikanske universitet i Beirut. Han underviste i matematik i Damaskus, Syrien og det amerikanske universitet i Beirut. Han døde i en bilulykke i nærheden af Elizabethtown i delstaten New York i USA.
1. 1 2  Navnet er anført på bokmål og stammer fra Wikidata hvor navnet endnu ikke findes på dansk.
2. ↑  Navnet er anført på engelsk og stammer fra Wikidata hvor navnet endnu ikke findes på dansk.
3. ↑  Navnet er anført på bokmål og stammer fra Wikidata hvor navnet endnu ikke findes på dansk.